# وندل و وایلد
وندل و وایلد (به انگلیسی: Wendell & Wild) یک فیلم پویانمایی استاپ‌موشن آمریکایی در ژانر خیال‌پردازی تاریک و کمدی ترسناک محصول ۲۰۲۲ است. این فیلم به کارگردانی هنری سیلیک بر اساس فیلمنامه‌ای از سیلیک و جوردن پیل بر پایهٔ کتابی منتشرنشده از سیلیک و کلی مک‌لئود چپمن تولید شده‌است. در این فیلم که توسط نتفلیکس انیمیشن، مانکی‌پا پروداکشنز، گاتم گروپ، و پرینسیپاتو یانگ انترتینمنت تهیه شده‌است، کیگان-مایکل کی و جردن پیل در نقش شخصیت‌های اصلی به همراه لیریک راس، آنجلا باست، جیمز هنگ، سام زلایا، تامارا اسمارت، سیما ویردی، رامونا یونگ و وینگ ریمز در نقش‌های فرعی بازی می‌کنند. این اولین فیلم بلند سیلیک پس از کورالاین در سال ۲۰۰۹ است.
وندل و وایلد در ۲۸ اکتبر ۲۰۲۲ در نتفلیکس منتشر شد.

## طرح داستان
دو برادر شیطان صفت، وندل و وایلد (کیگان-مایکل کی و جوردن پیل)، از کَت الیوت ۱۳ ساله (لیریک راس) کمک می‌گیرند تا آنها را به سرزمین زنده‌ها احضار کنند.

## صداپیشه‌ها
- کیگان-مایکل کی در نقش وندل[۷]
- جوردن پیل در نقش وایلد
- لیریک راس در نقش کت الیوت
- آنجلا باست در نقش سیستر هلی
- جیمز هنگ در نقش فادر بستس
- سام زلایا در نقش رائول
- تامارا اسمارت در نقش سیوبهان
- سیما ویردی در نقش اسلون
- رامونا یونگ در نقش سوئیتی
- وینگ ریمز در نقش بوفالو بلزر

علاوه بر این، ناتالی مارتینز، تانتو کاردینال، ایگال ناور، گری گیتوود، گابریل دنیس، دیوید هیروود و ماکسین پیک در نقش‌های نامشخصی انتخاب شده‌اند.

## تولید

### توسعه
در ۳ نوامبر ۲۰۱۵، گزارش شد که هنری سیلیک در حال توسعه وندل و وایلد است، یک فیلم جدید استاپ موشن با کیگان-مایکل کی و جوردن پیل، بر اساس داستان اصلی از سیلیک. در ۱۴ مارس ۲۰۱۸، این فیلم توسط نتفلیکس انتخاب شد. پابلو لوباتو به عنوان طراح اصلی در عروسک‌های استاپ موشن خدمت کرد. در ۴ ژوئن ۲۰۲۰، برونو کوله به عنوان آهنگساز تأیید شد. نتفلیکس فهرست بازیگران را در ۱۴ مارس ۲۰۲۲ در یوتیوب فاش کرد.

### پویانمایی
در ۱۵ ژوئن ۲۰۲۰، تصویربرداری اصلی از راه دور در طول دنیاگیری کووید-۱۹ انجام می‌شد، و پیل، نویسنده و صداپیشه اصلی، توضیح داد که «از کار کردن با هنری سیلیک و خدمه برای وندل و وایلد» بسیار خوشحال بود: «من نمی‌توانم منتظر بمانم تا شما این فیلم را کشف کنید.» در مصاحبه‌ای در ۸ اکتبر ۲۰۲۰ با هالیوود ریپورتر، تهیه‌کننده فیلم، مدیر عامل گروه گاتم، الن گلداسمیت-وین، در مورد پروژه توضیح داد و گفت: «ما در اواسط تولید در پورتلند، اورگن هستیم، جایی که خدمه از آتش‌سوزی رنج برده‌اند. اخیراً، کووید و ناآرامی‌های سیاسی و اجتماعی زیاد. این یک فیلم بسیار چالش‌برانگیز بود.» تدوین توسط رابرت آنیچ و پیتر سورگ به عنوان فیلمبردار انجام شد. تولید این فیلم تا فوریه ۲۰۲۱ در پورتلند ادامه داشت.

## انتشار
وندل و وایلد در ۲۸ اکتبر ۲۰۲۲ در نتفلیکس منتشر شد. نتفلیکس در ۶ نوامبر ۲۰۱۸ اعلام کرد که این فیلم قرار است در سال ۲۰۲۱ اکران شود. کی در ۱۸ ژوئیه ۲۰۱۹ اعلام کرد که این فیلم قرار است در اواخر سال ۲۰۲۰ اکران شود. مدیر عامل نتفلیکس، تد ساراندوس در ۱۴ ژانویه ۲۰۲۱ فاش کرد که اکران این فیلم به «۲۰۲۲ یا بعد از آن» منتقل می‌شود تا معیارهای نتفلیکس برای انتشار شش پویانمایی در سال برآورده شود. سایمون اند شوستر فیلمنامه را با فرم رمان تطبیق می‌دهند تا با اکران فیلم مرتبط شود.

## بازخورد
در وبگاه جمع‌آوری نقد راتن تومیتوز، ٪۸۰ از ۸۱ بررسی منتقدان مثبت است و میانگینِ امتیاز آن ۶٫۹/۱۰ است. اجماع این وبگاه چنین می‌نویسد: «وندل و وایلد با داشتن شگفتی‌های بصری مطابق با داستان جاه‌طلبانه و فراگیرش، برای طرفداران فیلم‌های ترسناکِ نوظهور لذت‌بخش است.» این فیلم در متاکریتیک که از میانگین وزنی استفاده می‌کند، بر اساس نظر ۲۳ منتقدین امتیاز ۷۱ از ۱۰۰ را کسب کرده که نشان‌گر «نقدهای عموماً مطلوب» است.